# Bernardo de la Maza
Bernardo Arturo de la Maza Bañados (Santiago de Chile, 3 de enero de 1946) es un periodista y político chileno, conocido por su rol de presentador durante 14 años del noticiero 24 horas de Televisión Nacional de Chile. Ejerció la representación por el Distrito N° 8 en la Convención Constitucional.

## Carrera profesional

### Inicios y paso por Canal 13 (1969-1990)
En 1969 se convirtió en periodista de Televisión Nacional de Chile. Una de sus entrevistas realizadas en ese periodo, a un niño llamado Agustín Arenas, se convirtió en un fenómeno de Internet a inicios de los años 2000, siendo popularizado como "Súper Taldo".
Desde 1978 a enero de 1990 fue editor y comentarista internacional de Canal 13. En ese período fue enviado a cubrir hechos periodísticos como el surgimiento de la China moderna post Mao, la Guerra de las Malvinas (1982), la Cuba de los Castro y la caída del Muro de Berlín y del bloque soviético. 
En 1985 recibió el Premio Embotelladora Andina. En 1986 fue el primer periodista de la televisión chilena en ingresar a la Unión Soviética y realizar reportajes sobre los cambios que se estaban produciendo con Mijail Gorbachov. Sobre este mismo fenómeno publicó el libro Aquí Moscú, que fue éxito de ventas en Chile, por muchos meses.[cita requerida]

### Presentador de noticias en TVN (1990-2005)
En marzo de 1990 regresó a TVN y asumió, por un año, la Dirección del Departamento de Prensa del canal estatal y fue el periodista encargado de llevar adelante la transición de la dictadura a la democracia. Fue el creador del noticiero 24 Horas, al que le imprimió un estilo novedoso para esa época: reemplazó a la pareja de locutores profesionales por una de conductores-periodistas. 
El primer noticiario 24 Horas, de TVN, salió al aire el 1 de octubre de 1990, con la conducción de Bernardo de la Maza y Cecilia Serrano. Durante 14 años fue conductor del noticiario central de TVN, 24 Horas. Durante más de una década, 24 Horas fue el líder entre los informativos de la televisión chilena. En 1999, fue el presentador del programa cultural Nuestro siglo.
Su última aparición en TVN fue en abril de 2005, cuando fue el encargado de moderar el primer debate nacional de las primarias de la Concertación, entre las candidatas Soledad Alvear y Michelle Bachelet.

### Carrera académica y presentador en Mega (2006-2020)
Desde 2006 hasta 2010, fue el primer Decano de la Facultad de Comunicaciones de la Universidad Central de Chile, donde también fue jefe de la carrera de periodismo durante el año 2007, impartiendo talleres y charlas para sus alumnos.
El 31 de marzo de 2008, reapareció en el noticiario central de Mega, Meganoticias, donde condujo junto a Maritxu Sangroniz. El 26 de agosto de 2011, renuncia a Mega después de 3 años, descontento con la línea «excesivamente populachera» de su informativo central.[cita requerida]

## Carrera política
Se inscribió como candidato independiente a las elecciones de convencionales constituyentes de 2021 por el distrito 8, el más poblado del país, donde están las comunas de Maipú, Estación Central, Cerrillos, Pudahuel, Quilicura, Lampa, Colina y Til Til. Postuló bajo un cupo de Evolución Política, formando parte de la lista Vamos por Chile, resultando electo. Dentro de la Convención Constitucional, de la Maza integró la comisión transitoria de Ética. Tras la aprobación del reglamento de la Convención, en octubre de 2021, se incorporó a la comisión temática de Sistemas de Conocimiento, Ciencia y Tecnología, Cultura, Arte y Patrimonio. El 28 de octubre de 2021 anunció su renuncia al colectivo Vamos por Chile.

## Historial electoral

### Elecciones de convencionales constituyentes de 2021
- Elecciones de convencionales constituyentes de 2021, para convencional constituyente por el Distrito 8 (Maipú, Pudahuel, Cerrillos, Estación Central, Quilicura, Colina, Lampa y Tiltil)[6]

| Candidato                        | Pacto                                 | Partido | Votos   | %    | Resultados                 |
| -------------------------------- | ------------------------------------- | ------- | ------- | ---- | -------------------------- |
| Daniel Stingo Camus              | Apruebo Dignidad                      | ILYQ    | 111 482 | 24.7 | Convencional constituyente |
| Bernardo de la Maza Bañados      | Vamos por Chile                       | ILXP    | 28 294  | 6.3  | Convencional constituyente |
| Marco Antonio Arellano Ortega    | La Lista del Pueblo                   | ILZN    | 20 345  | 4.5  | Convencional constituyente |
| María Magdalena Rivera Iribarren | La Lista del Pueblo                   | ILZN    | 18 671  | 4.1  | Convencional constituyente |
| Karen Orellana Sullivan          | La Lista del Pueblo                   | ILZN    | 13 090  | 2.8  |                            |
| Mario Aguilar Arévalo            | Independientes y Movimientos Sociales | ILYU    | 12 108  | 2.7  |                            |
| Francisco Reyes Morandé          | Lista del Apruebo                     | ILYB    | 11 653  | 2.6  |                            |
| Claudia Figueroa Sepúlveda       | La Lista del Pueblo                   | ILZN    | 11 513  | 2.5  |                            |
| Valentina Miranda Arce           | Apruebo Dignidad                      | PCCh    | 10 922  | 2.4  | Convencional constituyente |
| Bessy Gallardo Prado             | Lista del Apruebo                     | ILYB    | 9596    | 2.1  | Convencional constituyente |
| Tatiana Urrutia Herrera          | Apruebo Dignidad                      | RD      | 4448    | 1.0  | Convencional constituyente |
| Andrés Giordano Salazar          | Apruebo Dignidad                      | ILYQ    | 3314    | 0.7  |                            |